# 熱備份路由器協定
熱備份路由器協定（英語：Hot Standby Router Protocol，縮寫為 HSRP），一種由思科公司發展的專有網路協定，擁有美國專利第5,473,599号，定義於 RFC 2281。當主要的閘道器失效時，可以利用這個協定，進行故障移轉（failover），讓備援的閘道器執行原有閘道器的功能，以保持預設閘道器（default gateway）的功能正常。

## 外部連結
- Cisco: HSRP 功能 （页面存档备份，存于）